# Августо Сантуш Сілва
Аугусто Ернесто Сантуш Сілва (порт. Augusto Santos Silva; нар. 20 серпня 1956, Порту) — португальський політик, соціолог і вчений-педагог, парламентарій. Президент Асамблеї Республіки з 29 березня 2022 року. Міністр закордонних справ Португалії з 2015 до 2022 року.
У минулому обіймав посади міністра освіти, міністра культури, міністра національної оборони.

## Життєпис
Народився 20 серпня 1956 року в місті Порту. Випускник соціології університеті Порту. У 1992 році здобув ступінь доктора в інституті ISCTE. З 1981 р. професійно пов'язаний із Університетом Порту, у якому став повним професором. У 1998—1999 роках він був проректором цього університету. Публікувався в журналі Jornal de Notícias (1978—1986) і в щоденній газеті Público (1992—1999, 2002—2005). З 1997 до 1998 року співпрацював з радіостанцією TSF Rádio Notícias. Автор наукових праць із соціології.
У 1990 році він вступив до соціалістичної партії, а з 1998 року — член національної ради цієї партії. Мав мандат радника району Невогільде (1994—1999), а з 1996 до 1999 р. — член національної ради з питань освіти.
У 2002—2009 та 2011—2015 роках був депутатом Асамблеї Республіки від району Порту. Був міністром у другому уряді Антоніу Гутерреша як державний секретар освіти (1999—2000 рр.), міністр освіти (2000—2001 рр.) та міністр культури (2001—2002 рр.).
У 2005—2009 роках він був міністром для контактів з парламентом уряду під керівництвом Жозе Сократеша. У другому кабінеті цього прем'єр-міністра з 2009 до 2011 року він був міністром національної оборони.
У 2015-2022 роках був на посаді міністра закордонних справ Португалії.
29 березня 2022 року обраний Президентом парламенту Португалії.